# 3-й Сетуньский проезд
3-й Се́туньский прое́зд (до 25 января 1952 года — 3-й переу́лок За́городного двора́ Воспита́тельного до́ма) — проезд, расположенный в Западном административном округе города Москвы на территории района Раменки.

## История
Проезд получил современное название по расположению в долине реки Сетунь. До 25 января 1952 года проезд, возникший в XIX веке, назывался 3-й переу́лок За́городного двора́ Воспита́тельного до́ма по находившейся здесь загородной даче (двору) Николаевского сиротского женского училища.

## Расположение
3-й Сетуньский проезд проходит на запад от 1-го Сетуньского проезда, отклоняется к юго-западу, с севера к нему примыкает 4-й Сетуньский проезд, 3-й Сетуньский проезд проходит далее до 2-го Сетуньского проезда. Нумерация домов начинается от 1-го Сетуньского проезда.

## Примечательные здания и сооружения
По нечётной стороне:
По чётной стороне:

## Транспорт

### Автобус
- 791: от 4-го Сетуньского проезда до 2-го Сетуньского проезда
- 809: от 4-го Сетуньского проезда до 2-го Сетуньского проезда

### Метро
- Станция метро «Спортивная» Сокольнической линии — юго-восточнее улицы, на улице Хамовнический Вал

### Железнодорожный транспорт
- Станция МЦК «Лужники» — юго-восточнее улицы, на улице Хамовнический Вал